# Salmon P. Chase
Salmon Portland Chase (n. 13 ianuarie 1808, Cornish⁠(d), New Hampshire, SUA – d. 7 mai 1873, New York City, New York, SUA) a fost un om politic și jurist american, senator al SUA din partea statului Ohio; al 23-lea guvernator al acestui stat; secretar federal al trezoreriei⁠(d) în administrația președintelui Abraham Lincoln; și al șaselea președinte al Curții Supreme de Justiție a Statelor Unite.
Ca secretar al trezoreriei, Chase a întărit guvernul federal, introducând primele bancnote și înființând banca națională, ambele pe timp de război.
Chase a articulat teza „conspirației puterii sclaviei” și și-a dedicat energia distrugerii a ceea ce el considera a fi Puterea Sclaviei—o conspirație a stăpânilor de sclavi din Sud cu scopul de a controla guvernul federal și de a bloca progresul libertății. El a inventat sloganul Partidului Pământului Liber, „Pământ liber, muncă liberă, oameni liberi”. În calitate de președinte al Curții Supreme, el a prezidat procesul din Senat al lui Andrew Johnson din timpul procedurilor de impeachment din 1868.

## Copilăria și educația
Chase s-a născut în Cornish⁠(d), în familia lui Janet Ralston și Ithamar Chase, care a murit în 1817 când Salmon avea nouă ani. Mama sa a rămas cu zece copii și puține resurse, așa încât Salmon a trăit între 1820 și 1824 în Ohio cu unchiul său, episcopul Philander Chase⁠(d), figură de seamă a Bisericii Episcopale (anglicană) din Vest. Alt unchi al său era senatorul SUA de Vermont Dudley Chase⁠(d).
A studiat la școlile din Windsor⁠(d) și Worthington⁠(d), și la Colegiul din Cincinnati înainte de a fi admis în anul al doilea la Colegiul Dartmouth⁠(d). El a fost membru al frățiilor Alpha Delta Phi⁠(d) și Phi Beta Kappa Society⁠(d), și a absolvit Dartmouth-ul în 1826. Când era student la Dartmouth, a predat și la Academia Royalton din Royalton⁠(d). Chase s-a mutat apoi în Districtul Columbia, unde a studiat dreptul cu procurorul general al SUA William Wirt⁠(d) și a continuat să predea. A fost admis în barou în 1829.

## Intrarea în politică
În 1830, Chase s-a mutat la Cincinnati, Ohio, unde a dobândit rapid o poziție reputată în cadrul baroului, ca avocat aboliționist. Și-a ținut o casă la țară lângă Loveland⁠(d). A publicat o ediție adnotată a legilor statului Ohio, multă vreme considerată a fi un standard. Moartea primei sale soții, Katherine Jane Garmiss, în 1835, la scurt timp după cununia lor în martie 1834, a declanșat o schimbare spirituală a lui Chase, cuplată cu devotamentul său deplin față de unele cauze, cum ar fi abolirea sclaviei⁠(d).
A lucrat la început cu American Sunday School Union⁠(d) și a început să apere sclavi fugari. Într-o vreme când opinia publică din Cincinnati era dominată de legăturile de afaceri cu Sudul, Chase, influențat de evenimentele locale, inclusiv de atacul asupra tiparniței lui James G. Birney din timpul Răscoalei din Cincinnati din 1836⁠(d), s-a asociat mișcării antisclavie. Chase era și membru al clubului literar Semi-Colon („Punct și Virgulă”), alături de Harriet Beecher Stowe și Calvin Stowe⁠(d). Chase a devenit liderul reformiștilor politici, curent diferit și aflat în oarecare opoziție cu mișcarea aboliționistă Garrisoniană.
Pentru apărarea sclavilor evadați și prinși în Ohio în conformitate cu Legea Sclavilor Fugari din 1793⁠(d), Chase a fost poreclit avocatul general pentru sclavi fugari. Argumentația sa în cazul Jones v.Van Zandt⁠(d) pe marginea constituționalității legilor sclavilor fugari în fața Curții Supreme a SUA a atras în mod deosebit atenția. În acest caz, și în altele similare, curtea a decis împotriva sa, și condamnarea lui John Van Zandt⁠(d) a fost confirmată. Chase a susținut că sclavia nu este locală, nici națională, și că nu poate exista decât în virtutea unor legi care să o stipuleze explicit. El a afirmat că guvernul federal nu este învestit de Constituție să creeze sclavie nicăieri, și că în momentul în care un sclav părăsește jurisdicția unui stat în care sclavia este legală, el încetează a mai fi sclav; că el continuă însă să fie om și lasă în urmă legea care îl făcea sclav.
Ales din partea partidului Whig în Consiliul Municipal Cincinnati în 1840, Chase a părăsit partidul în anul următor. Timp de șapte ani a fost liderul Partidului Libertății în statul Ohio. A încercat să-și echilibreze idealismul cu abordarea pragmatică și cu gândirea politică. Era priceput la redactarea de platforme politice și de discursuri, și a pregătit platforma națională a Partidului Libertății din 1843 și cuvântarea din 1845. Construcția Partidului Libertății era însă un proces lent. În 1848, Chase era liderul efortului de a combina Partidul Libertății cu facțiunea democrată Barnburners⁠(d) sau cu democrații lui Van Buren din New York pentru a forma Partidul Pământului Liber.

## Mișcarea Pământul Liber

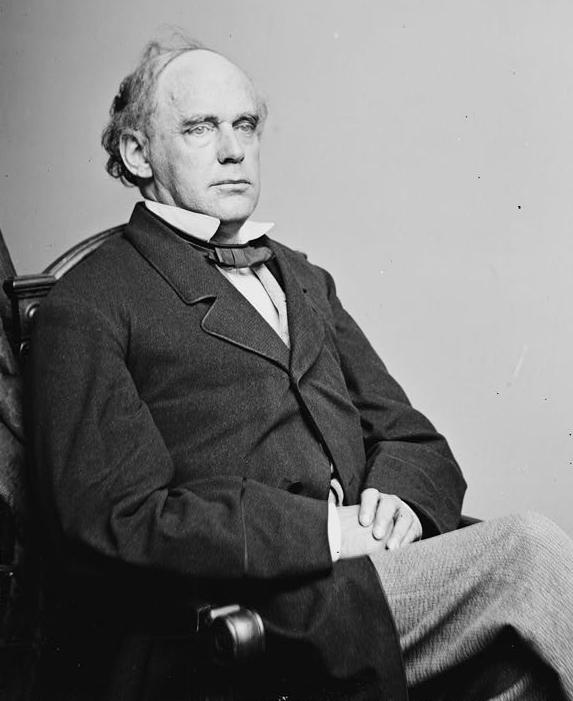
Chase ca

Chase a redactat platforma Pământ Liber, și în principal prin influența lui a fost nominalizat Van Buren pentru funcția de președinte în 1848. În 1849, Chase a fost ales în senatul SUA din partea statului Ohio din partea Pământului Liber. Țelul lui Chase nu era însă acela de a înființa o nouă organizație permanentă de partid, ci să pună presiune pe democrații din Nord pentru a-i obliga să se opună extinderii sclaviei.
În mandatul său din Senat (1849–1855), Chase a fost un vârf de lance al curentului antisclavie. A vorbit cu iscusință despre Compromisul din 1850 și despre Legea Kansas-Nebraska din 1854. Adoptarea Legii Kansas-Nebraska și violențele din Kansas ce i-au urmat, l-au convins pe Chase de inutilitatea încercărilor de a-i influența pe democrați.
A fost lider al mișcării de înființare a unui nou partid care să se opună extinderii sclaviei. A încercat să-i unească pe democrații antisclavie cu Partidul Whig, aflat în declin, ceea ce a dus la înființarea Partidului Republican. „Apelul democraților independenți din Congres la adresa poporului Statelor Unite”, scris de Chase și Giddings, și publicat în New York Times la 24 ianuarie 1854, poate fi considerat a fi prima propunere de crez politic a Partidului Republican.
În 1855 a fost ales guvernator al statului Ohio. Chase a fost primul guvernator republican al statului Ohio, între 1856 și 1860, unde a susținut drepturile femeilor, educația publică și reforma penitenciarelor.
Chase a încercat să obțină candidatura la președinție din partea Partidului Republican pentru alegerile din 1860. Cu excepția lui William H. Seward, Chase a fost cel mai proeminent republican din țară și a făcut mai multe împotriva sclaviei ca orice alt republican. Dar el se opunea unei taxe vamale protecționiste, care era susținută de mulți alți republicani, și colaborarea sa din trecut cu democrații i-a iritat pe mulți republicani foști Whig.
La Convenția Națională Republicană din 1860, a obținut 49 de voturi în primul tur, dar nu a avut prea multă susținere în afara statului Ohio. Abraham Lincoln a obținut candidatura, iar Chase l-a susținut.
Chase a fost ales din partea republicanilor în Senatul SUA în 1860. La trei zile după ce și-a preluat mandatul a demisionat, însă, pentru a devenit secretar al trezoreriei⁠(d) în cabinetul Lincoln. A fost membru al Convenției de Pace din 1861 ținută la Washington, D.C., într-o încercare de a preveni izbucnirea războiului.

## Secretar al trezoreriei

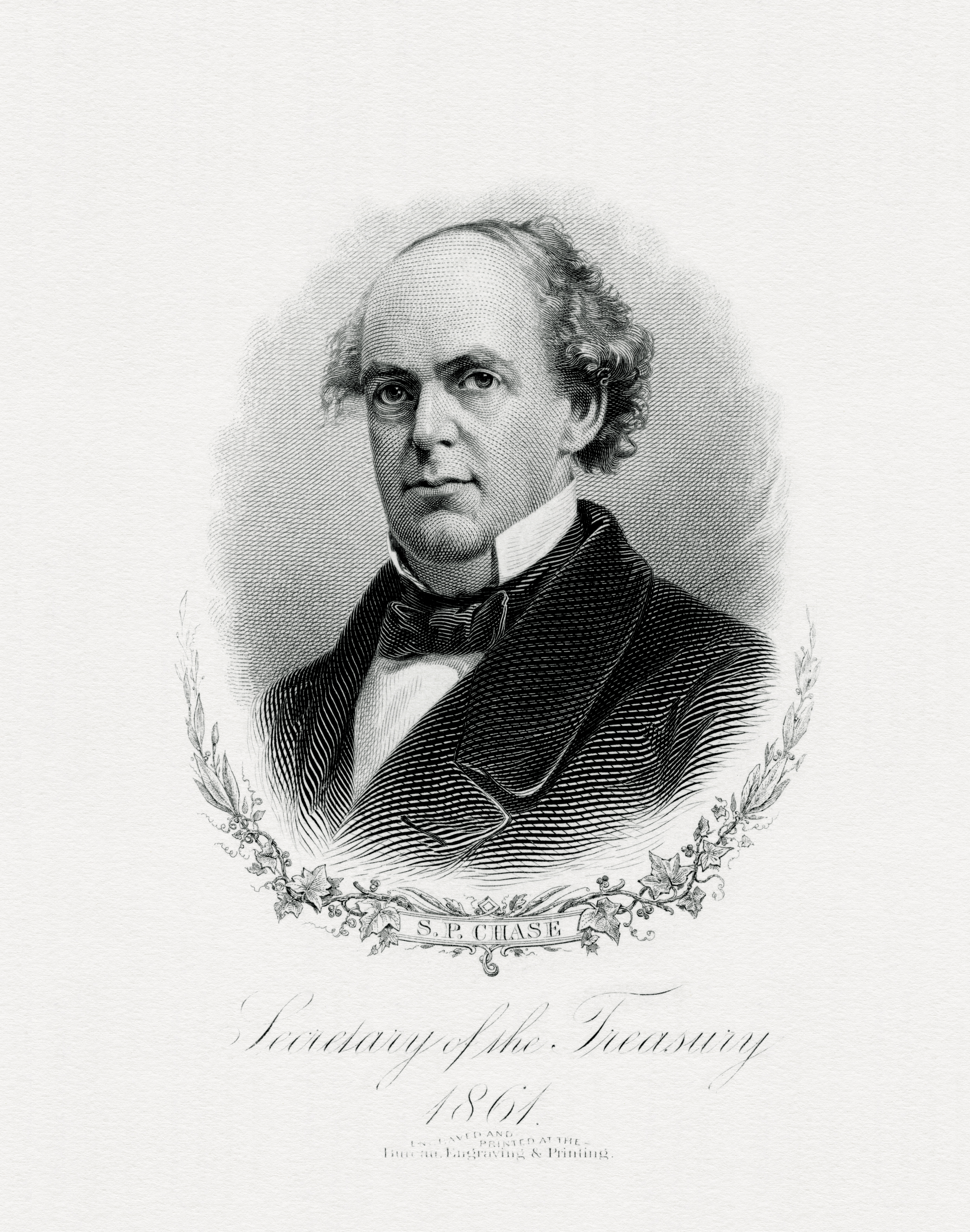
Portretul lui Chase ca secretar al trezoreriei, la Biroul de Gravură și Imprimare.

Chase a fost secretar al trezoreriei în cabinetul președintelui Lincoln din 1861 până în 1864, în timpul Războiului Civil. În această perioadă de criză, au existat două mari schimbări în politica financiară americană: înființarea băncii naționale și emisiunea de bancnote. Prima a fost o măsură adoptată la inițiativa personală a lui Chase. El a propus ideea, a elaborat principiile cele mai importante, dar și mai multe detalii, și a convins Congresul să le aprobe. Ea nu doar că a asigurat o piață imediată pentru obligațiunile de stat, ci a și furnizat o monedă națională uniformă și stabilă. Chase a făcut în așa fel încât Uniunea să poată vinde datorii pentru a finanța efortul de război. În colaborare cu Jay Cooke & Company a vândut obligațiuni de stat pentru război (denumite 5/20) în valoare de 500 de milioane de dolari în 1862.

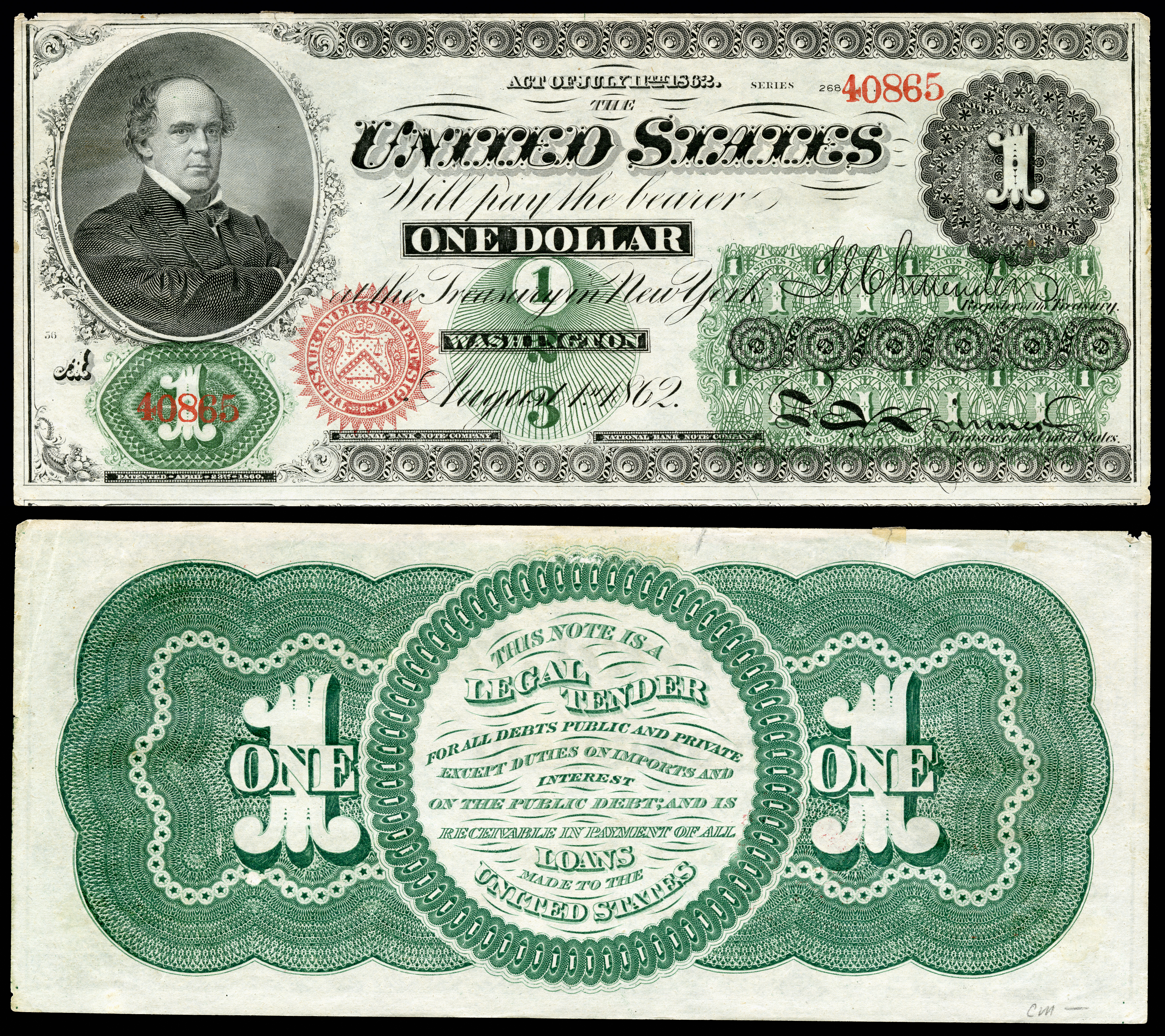
Prima emisiune de bancnote de 1 dolar, în 1862, cu chipul lui Chase

Prima bancnotă federală americană a fost tipărită în 1861–1862 în timp ce Chase era secretar al trezoreriei. Designul bancnotelor a fost responsabilitatea lui Chase. Încercând să-și promoveze cariera politică, și-a pus propriul chip pe diverse bancnote americane, începând cu cea de 1 dolar.
La 10 octombrie 1862, secretarul marinei, Gideon Welles⁠(d) scria că există „o schemă de permise, favoruri speciale, agenți ai trezoreriei și gestiune defectuoasă”, aranjată de secretarul Chase în favoarea generalului John A. Dix⁠(d).  Motivele lui Chase păreau a fi influența politică, și nu câștigul financiar.
Defectul lui Chase a fost probabil dorința arzătoare pentru funcții înalte. Cât a fost secretar al trezoreriei, Chase și-a exploatat postul pentru a-și construi susținere politică în vederea unei noi candidaturi la președinție în 1864.
A încercat să pună presiune și pe Lincoln, amenințând repetat cu demisia, despre care știa că i-ar fi produs lui Lincoln dificultăți cu republicanii radicali.
În cinstea introducerii sistemului modern de bancnote, a fost reprezentat pe bancnota de 10.000 de dolari tipărită între 1928 și 1946. Chase a fost cel care a insistat să se treacă fraza „In God We Trust” pe monedele americane în 1864.

## Președinte al Curții Supreme a SUA

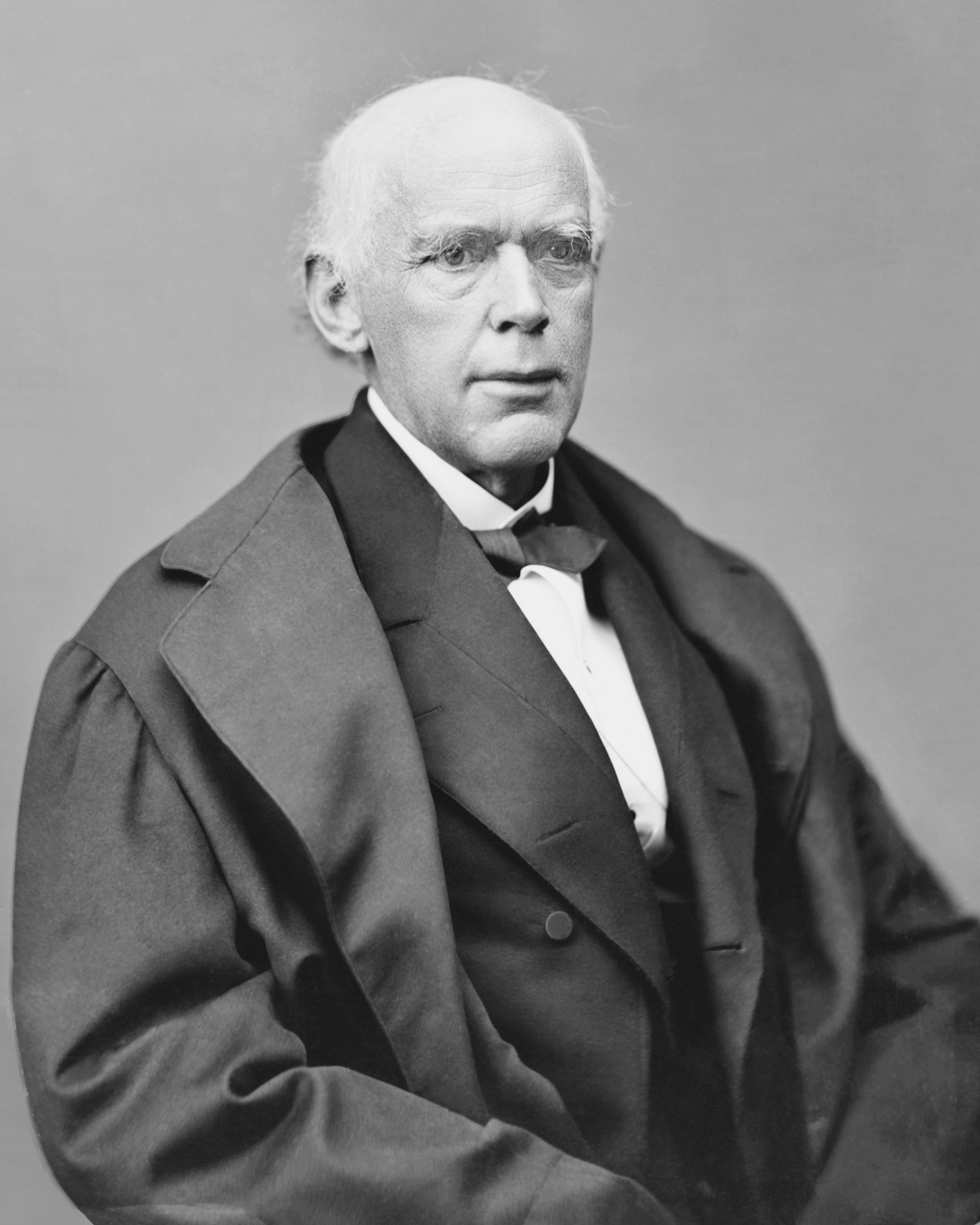
Chase ca președinte al Curții Supreme.

În iunie 1864, Lincoln l-a suprins pe Chase acceptându-i demisia cu care îl amenința pentru a treia oară. La acel moment, Partidul Republican deja îl alesese pe Lincoln drept candidat la președinție, iar trezoreria era într-o stare bună, așa încât Lincoln nu mai avea nevoie să-l țină pe Chase în cabinet pentru a mai amâna rivalitatea cu el în vederea obținerii candidaturii.
Pentru a mulțumi însă aripa radicală a partidului, Lincoln l-a păstrat pe Chase ca potențial judecător la Curtea Supremă. La moartea președintelui Curții Supreme Roger B. Taney în octombrie 1864, Lincoln l-a numit pe Chase în locul lui. Lincoln a semnat decretul de numire la 6 decembrie 1864. Chase a fost confirmat de Senat în aceeași zi, și și-a preluat imediat funcția pe care a deținut-o din 1864 până când a murit în 1873. Chase a adus o drastică schimbare față de Taney, care era susținător al sclaviei; unul dintre primele acte ale lui Chase ca președinte al Curții Supreme, a fost acela de a-i permite lui John Rock⁠(d) să devină primul avocat afro-american care a pledat în fața Curții Supreme.

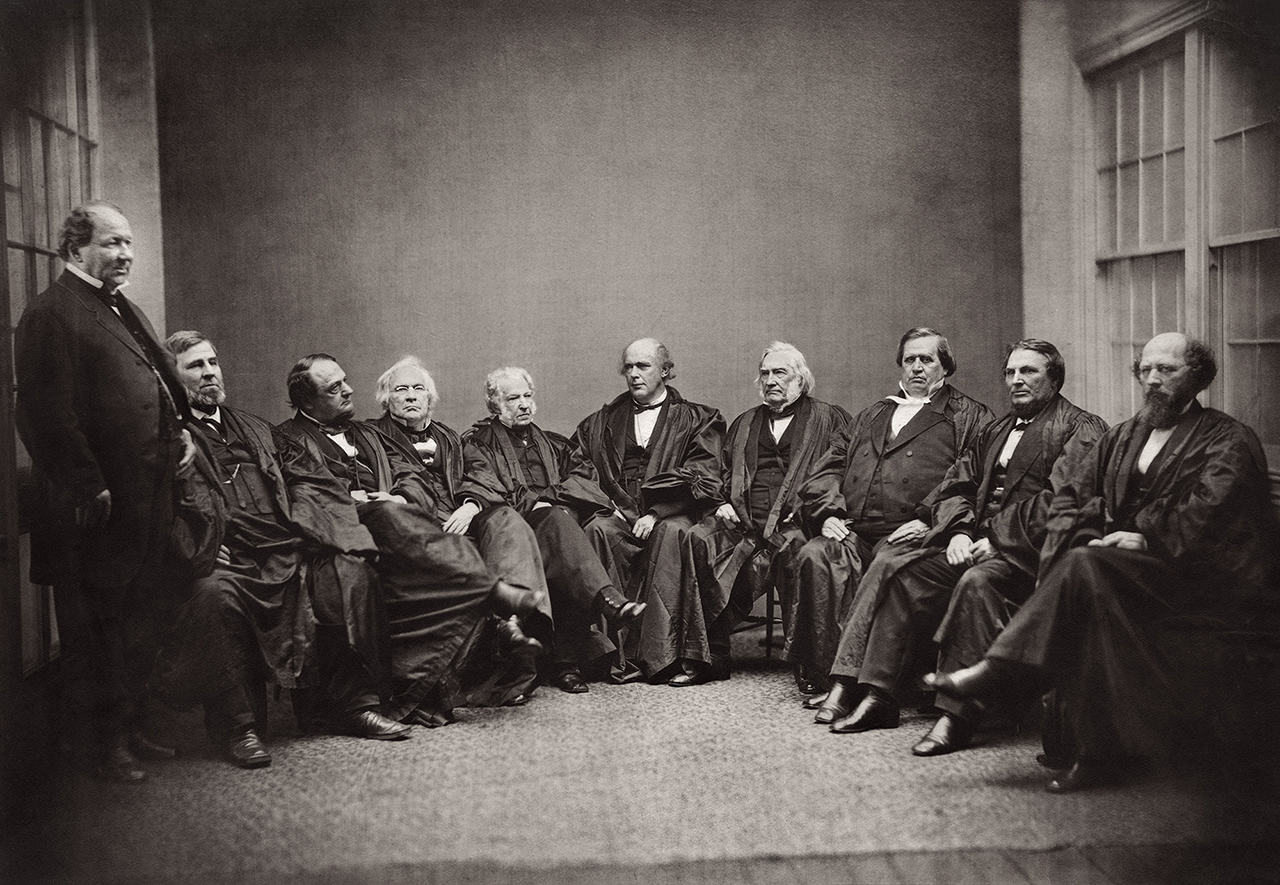
Curtea Supremă prezidată de Chase, 1867

Printre cele mai de seamă decizii ale sale la președinția Curții s-au numărat:
- Texas v. White (74 U.S. 700), 1869, în care a hotărât că uniunea stipulată de Constituție este una permanentă, formată din state indestructibile, permițând o posibilitate de diviziune „prin revoluție sau prin consimțâmânt al Statelor”;[21][22]
- Veazie Banks v. Fenno (75 U.S 533), 1869, care a confirmat legislația bancară a Războiului Civil, ce impunea o taxă de 10% pe bancnotele emise de state; și
- Hepburn v. Griswold (75 U.S. 603), 1870, în care anumite părți ale legilor monedei erau declarate neconstituționale. Când hotărârea a fost inversată în urma numirii unor noi judecători, în 1871 și 1872 (Legal Tender Cases, 79 U.S. 457), Chase a redactat o foarte abilă opinie separată.

Ca președinte al Curții Supreme, Chase a prezidat și judecarea impeachmentului președintelui Andrew Johnson în 1868.
A alunecat treptat înapoi către vechea sa orientare către democrați, și a încercat, fără succes, să obțină candidatura prezidențială din partea democraților în 1868. El „a fost trecut cu vederea din cauza atitudinii în favoarea dreptului de vot pentru negri”. În 1871, politica New Departure a democratului din Ohio Clement Vallandigham a fost susținută de Chase. El a contribuit la fondarea Partidului Liberal Republican în 1872, încercând, din nou fără succes, să obțină candidatura la funcția de președinte. Chase a fost și mason, activ în lojele societății din Midwest. A colaborat cu John Purdue, fondatorul Băncii Lafayette și al Universității Purdue⁠(d). În cele din urmă, JP Morgan Chase & Co. avea să cumpere Corporanția Națională Purdue din Lafayette, Indiana în 1984.

Încă din 1868, Chase a tras concluzia că:

Congresul a avut dreptate să nu limiteze prin legile de reconstrucție dreptul de vot la populația albă; dar a greșit când a exclus de la dreptul de vot anumite categorii de cetățeni care nu puteau să depună jurământul retrospectiv pe care l-a prescris, și a greșit și că a impus guverne militare despotice în State și că a autorizat comisiile militare să judece civili pe timp de pace. Trebuia să fie cât mai puțină guvernare militară posibil; nu trebuia să fie nicio comisie militară; nicio categorie să nu fi fost exclusă de la vot; și să nu se impună niciun jurământ cu excepția celui de supunere credincioasă și de susținere a Constituției și legilor, și de atașament sincer față de guvernul constituțional al Statelor Unite.

## Moartea și posteritatea

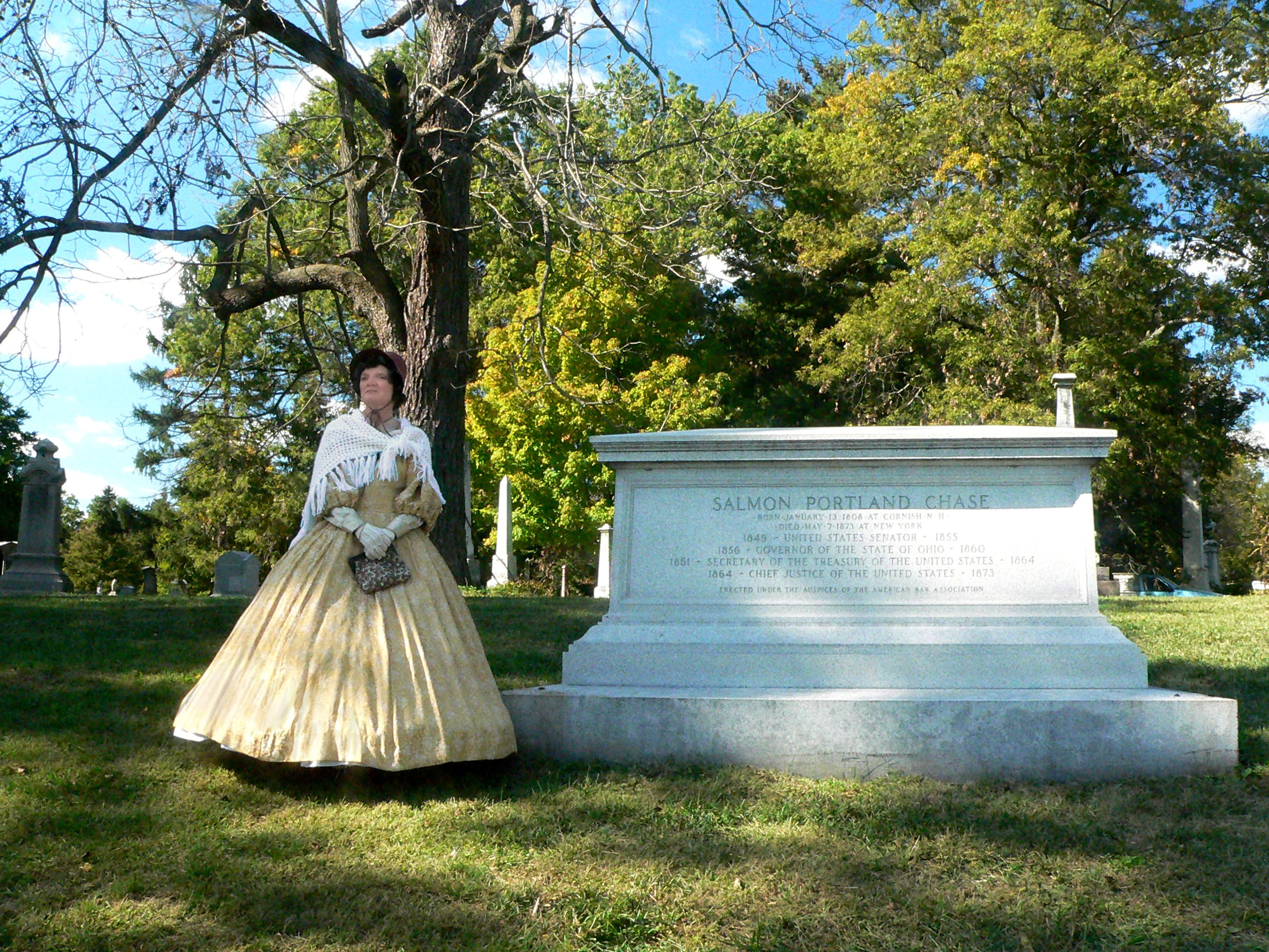
Mormântul lui Salmon Chase din Cimitirul Spring Grove. Ghida este îmbrăcată în haine de epocă.

Chase a murit la New York City în 1873. Rămășițele sale au fost înmormântate mai întâi în Cimitirul Oak Hill din Washington, D.C., iar în octombrie 1886 au fost reînhumate la Cimitirul Spring Grove din Cincinnati, Ohio. Chase fusese membru activ al Catedralei Episcopale Sfântul Paul din Cincinnati⁠(d). Locul nașterii sale, din New Hampshire, a fost declarat monument istoric de interes național în 1975.
Banca Națională Chase⁠(d), predecesoare a Băncii Chase Manhattan⁠(d), astăzi JPMorgan Chase, a fost botezată după el, deși el personal nu a avut nicio afiliere financiară cu ea.
În mai 1865, Chase a fost ales companion clasa a III-a a Ordinului Militar al Legiunii Loiale a Statelor Unite (MOLLUS).  MOLLUS era o organizație de ofițeri unioniști care luptaseră în Războiul Civil, care primea în rândurile ei și civili care se distinseseră prin susținerea cauzei Uniunii, ca companioni clasa a III-a.  Chase a fost unul dintre primii care au primit această onoare, și a primit numărul de ordine 46 în cadrul MOLLUS.

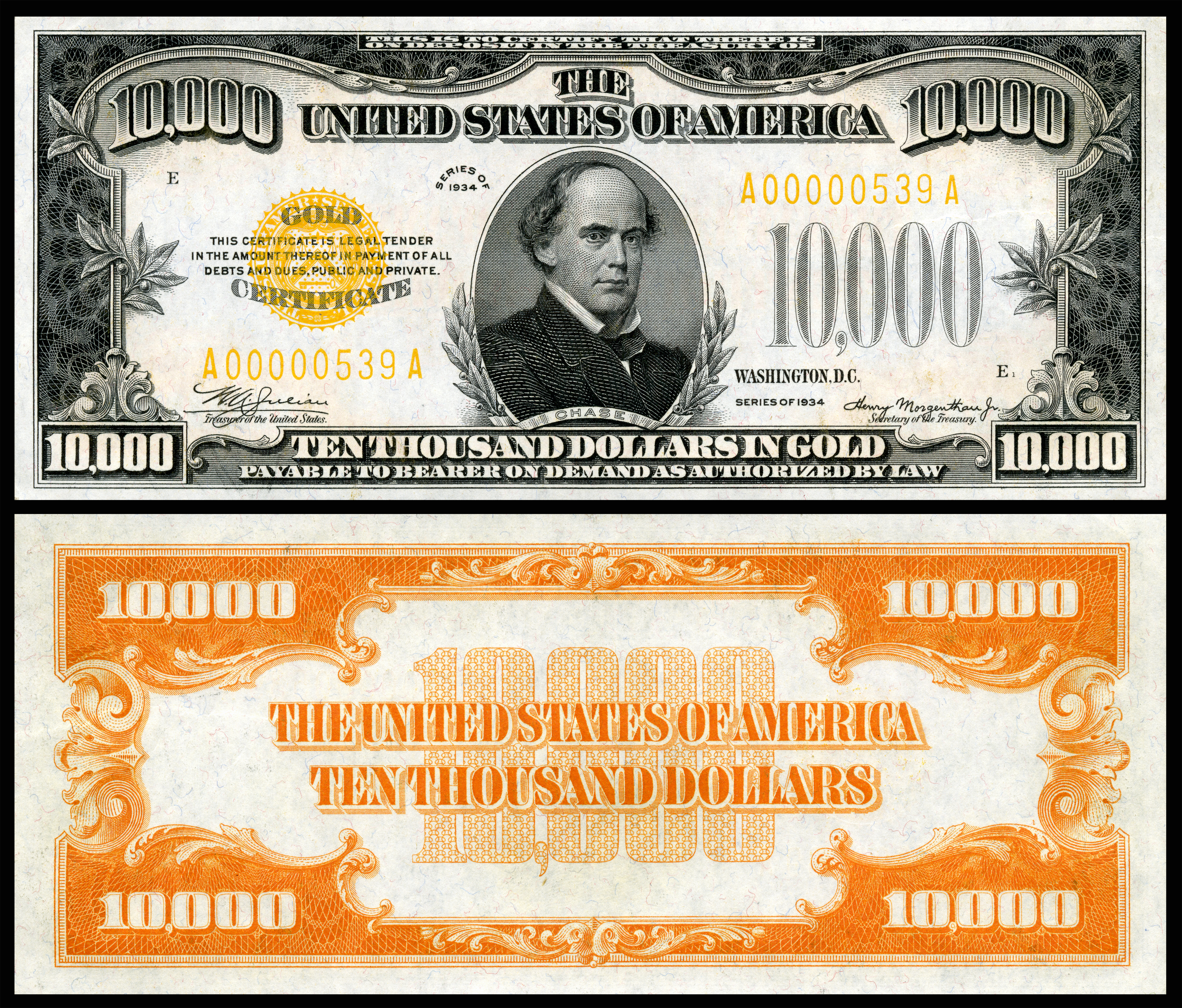
Chase pe certificatul de aur de 10.000 de dolari din 1934.

Chipul lui Chase apare pe bancnota de 10.000 de dolari americani, bancnota cu cea mai mare valoare nominală care a circulat vreodată în SUA. Ea a fost tipărită ultima oară în 1945. În 1969, Rezerva Federală a început să retragă din circulație bancnotele de valori nominale mari, toate bancnotele de 10.000 de dolari fiind retrase și distruse, cu excepția a 336.
Comitatul Chase, Kansas și Chase City⁠(d) au fost botezate în cinstea sa. Localitățile cu numele de Chaseville din Florida, Massachusetts, Carolina de Nord (care a durat doar între 1868–1871), New York, Ohio și Tennessee, au fost și ele numite după el. Camp Chase⁠(d) din Columbus, Ohio și Chase Hall, cazarma și căminul de la Academia Pazei de Coastă a Statelor Unite⁠(d) sunt botezate după Chase în cinstea activității sale ca secretar al trezoreriei, ca și United States Coast Guard Cutter Chase (WHEC 718), Chase Hall de la Harvard Business School⁠(d) și Colegiul de Drept Salmon P. Chase⁠(d) de la Universitatea de Nord a statului Kentucky⁠(d).